# アレーゼ
アレーゼ（伊: Arese）は、イタリア共和国ロンバルディア州ミラノ県にある、人口約19,000人の基礎自治体（コムーネ）。
自動車メーカー、アルファロメオのゆかりの地でアルファロメオ歴史博物館(Museo Storico Alfa Romeo)がある。

## 地理

### 位置・広がり

#### 隣接コムーネ
隣接するコムーネは以下の通り。
- ボッラーテ
- ガルバニャーテ・ミラネーゼ
- ライナーテ
- ミラノ
- ロー

### 地震分類
イタリアの地震リスク階級 (it) では、4 に分類される
。

## 姉妹都市
- モションマジャローヴァール、ハンガリー 1989年
- カンポリエート、イタリア 2006年